# Studio Briefing
Studio Briefing este un ziar al industriei de divertisment editat și publicat de Lew Irwin. Studio Briefing a început „ca un serviciu de abonament numai pentru fax în 1992, [și] s-a lansat online în anul următor”. Acesta a fost anterior sindicalizat prin intermediul Newshare corp. În prezent, acesta este disponibil prin Internet Movie Database. Studio Briefing are, de asemenea, un blog la StudioBriefing.net.